# محاکمه (فیلم ۱۹۴۸)
محاکمه (آلمانی: Der Prozeß) فیلمی اتریشی در سبک درام به کارگردانی گئورگ ویلهلم پابست است که در سال ۱۹۴۸ منتشر شد. از بازیگران آن می‌توان به ارنست دویچ اشاره کرد.
گئورگ ویلهلم پابست در این اثر سینمایی به رویدادی تاریخی در مجارستان در سال ۱۸۸۲ میلادی می‌پردازد: دختری در روستایی مفقودالاثر می‌شود و ساکنان روستا یهودیان را گناهکار می‌دانند و دست به سرکوب و قتل آنان می‌زنند. «محاکمه» یکی از نخستین نمونه‌های واکنش فیلمسازان به مسئله کشتار یهودیان است.